# 12,7 × 108 mm
Die Patrone 12,7 × 108 mm (militärisch auch als M30/38 bekannt) wurde zu Beginn der 1930er-Jahre in der Sowjetunion entwickelt. Ursprünglich war sie als Munition einer Panzerbüchse vorgesehen, erwies sich jedoch als nicht leistungsfähig genug – Hierfür wurde ein Jahrzehnt später die Patrone 14,5 × 114 mm herausgebracht, die fast die doppelte Mündungsenergie entwickelt. Ihre ballistischen Eigenschaften waren trotzdem recht gut, worauf die M30/38 in überschweren Maschinengewehren (insbesondere Bord-MGs von Panzern und Flugzeugen) eingesetzt wurde und noch bis heute wird. Die Durchschlagsleistung der Panzergeschosse beträgt 15 mm Panzerstahl auf 500 m Entfernung bei einem Auftreffwinkel von 90°.

## Waffen
- Maschinengewehr DSchK, NSW, Kord
- Flugzeug-MG Beresin UB
- Maschinenkanone SchWAK
- Scharfschützengewehr OSW-96
- Scharfschützengewehr KSWK